# اتحاد كينيا لكرة القدم

الشعار السابق للاتحاد

تأسس الاتحاد الكيني لكرة القدم في عام 1960م وانضم إلى الإتحاد الدولي لكرة القدم في 1960م وإنضم إلى الاتحاد الأفريقي لكرة القدم في 1968م.
في نوفمبر 2022 ، رفع الفيفا التعليق عن الاتحاد الكيني لكرة القدم (FKF)، بعد قرار الحكومة المحلية بإعادة الهيئة بعد حلها للاشتباه في الفساد.